# Breakbot
Breakbot, pseudonimo di Thibaut Berland (Yvelines, 5 ottobre 1981), è un disc jockey e produttore discografico francese.

## Biografia
Breakbot inizialmente riscosse un buon successo di pubblico grazie ai suoi remix. Le sue rielaborazioni di brani di artisti tra cui Röyksopp, Digitalism e Chromeo sono tra i suoi più popolari. Il video musicale di "Baby I'm Yours", con Irfane è stato diretto da Irina Dakeva e divenne una hit estiva su MTV Pulse, Francia.
Breakbot è legato alla casa discografica Ed Banger Records dal maggio del 2009.

## Discografia
- 2012 - By Your Side
- 2016 - Still Waters